# Ewa Petelska

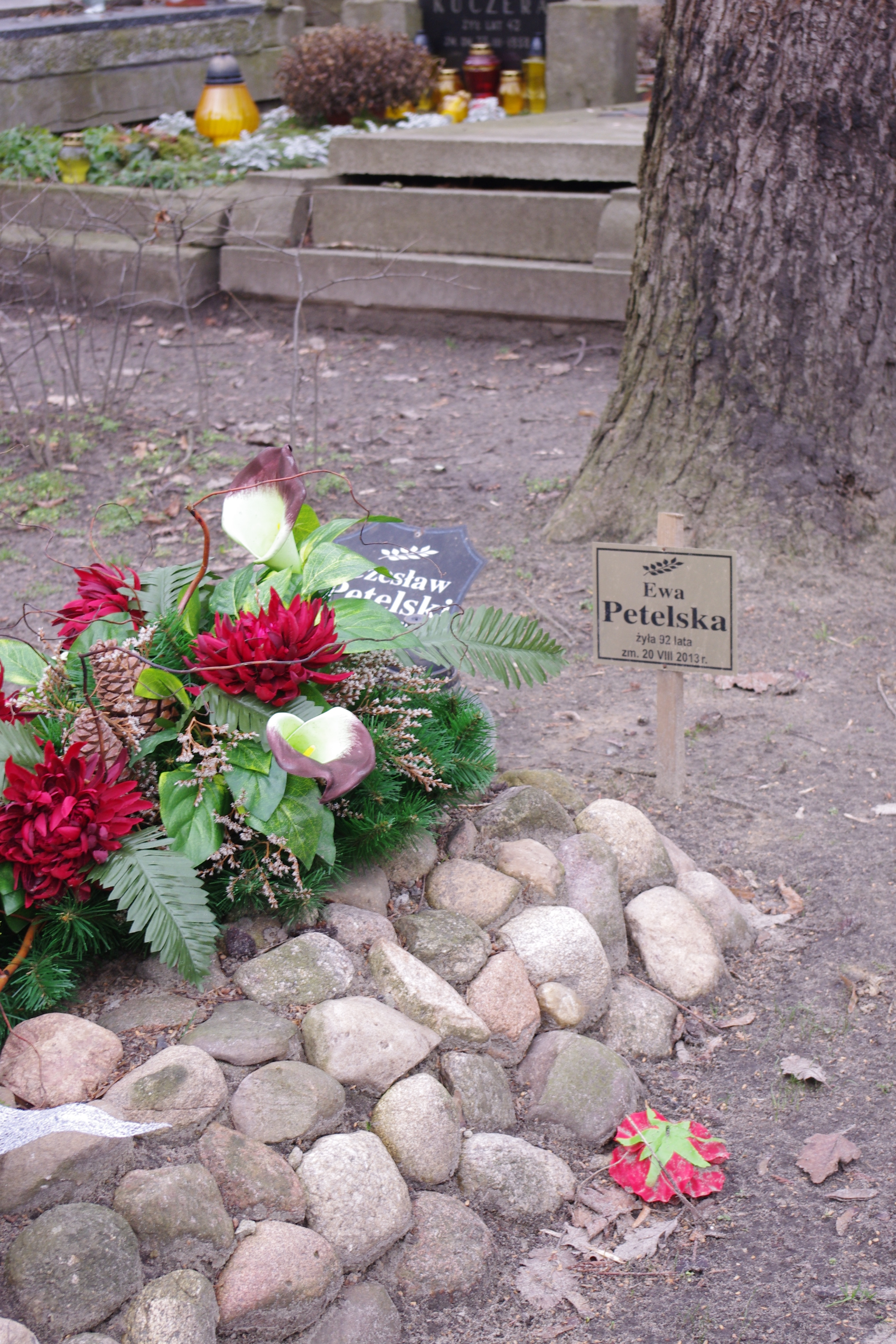
Grób Czesława i Ewy Petelskich na Cmentarzu Wojskowym na Powązkach w Warszawie

Ewa Petelska, znana również jako Ewa Poleska oraz Ewa Głowacka (ur. 24 grudnia 1920 w Pyzdrach, zm. 20 sierpnia 2013 w Warszawie) – polska reżyserka i scenarzystka.

## Życiorys
Urodziła się 24 grudnia 1920 w Pyzdrach. W rodzinnym mieście ukończyła szkołę podstawową i rozpoczęła naukę w gimnazjum. Edukację kontynuowała w Gimnazjum Humanistycznym im. Romualda Traugutta w Brześciu, gdzie w 1939 zdała maturę.
Po rozpoczęciu II wojny światowej przyjęła nazwisko Poleska. Podczas okupacji przebywała w Warszawie, później w Białej Podlaskiej, gdzie została zatrudniona przez Arbeitsamt do obsługi administracyjnej lotniska. W tym czasie poślubiła Leona Głowackiego, podchorążego Armii Krajowej. Za działalność konspiracyjną została aresztowana przez gestapo. Uwolniona przez ruch oporu. Na początku 1945, uciekając przed frontem wschodnim, przedostała się wraz z mężem do Poznania. Po wyzwoleniu Poznania pracowała w administracji miasta oraz w redakcji „Głosu Wielkopolskiego”. Pracę dziennikarską kontynuowała w „Polsce Zbrojnej” i w PR w Warszawie.
Studiowała na Uniwersytecie Łodzkim (studia nieukończone), potem w 1947 w Wyższej Szkole Sztuk Plastycznych. Podczas studiów była członkinią Związku Akademickiej Młodzieży Polskiej. W 1948 rozpoczęła studia na Wydziale Reżyserii PWSF w Łodzi, które ukończyła w 1955. W czasie studiów zaczęła współpracę z późniejszym mężem Czesławem Petelskim. Ich syn Janusz jest reżyserem, scenarzystą i aktorem.
W latach 1998–2002 zasiadała w sejmiku województwa mazowieckiego, reprezentując Sojusz Lewicy Demokratycznej. Prowadziła pierwsze obrady sejmiku jako radna-seniorka. Bez powodzenia ubiegała się o reelekcję z listy Platformy Obywatelskiej.
Zmarła w Warszawie. 28 sierpnia 2013 została pochowana w Alei Zasłużonych cmentarza Wojskowego na Powązkach (kwatera A30-tuje-13).

## Ordery i odznaczenia
- Krzyż Komandorski Orderu Odrodzenia Polski (1975)[5]
- Złoty Krzyż Zasługi (1959)
- Brązowy Medal „Za zasługi dla obronności kraju” (1967)[6]
- Złota Odznaka Honorowa Towarzystwa Przyjaźni Polsko-Radzieckiej (1967)[7]
- Medal "Za zasługi w rozwoju współpracy kulturalnej między Polską a Związkiem Radzieckim" (przyznany przez ZG TPPR, 1974)[8]

## Nagrody i wyróżnienia
- 1962: Ogniomistrz Kaleń Nagroda Ministra Kultury i Sztuki II stopnia;
- 1963: Czarne skrzydła Moskwa (MFF) Srebrny Medal
- 1964: Naganiacz Locarno (MFF) Nagroda Specjalna Jury, Nagroda FIPRESCI,
- 1964: Naganiacz Nagroda Państwowa II stopnia
- 1965: Córeczka w Dzień ostatni dzień pierwszy Praga (MFTv „Złota Praga”) nagroda za scenariusz
- 1967: Wózek w Dzień ostatni dzień pierwszy Monte Carlo (Międzynarodowy Festiwal Filmów Telewizyjnych) wyróżnienie
- 1968: Tortura nadziei Mediolan (Międzynarodowe Targi Filmu Dokumentalnego i Telewizyjnego MIFED) nagroda FIPRESCI w kategorii filmu kolorowego do 30 min.
- 1969: Jarzębina czerwona Nagroda Ministra Obrony Narodowej I stopnia;
- 1973: Kopernik Łagów (Lubuskie Lato Filmowe) Nagroda Specjalna Jury za „realizację filmu stanowiącego istotny akcent rocznicy kopernikowskiej”
- 1973: Kopernik Moskwa (MFF) Srebrny Medal
- 1973: Kopernik Nagroda Ministra Kultury i Sztuki I stopnia
- 1975: Kopernik Avellino (MFF dla Dzieci i Młodzieży) nagroda „Złota Uczta”
- 1978: Bilet powrotny Gdynia (do 1986 Gdańsk) (FPFF) Nagroda Główna Jury
- 1979: Nagroda Prezesa Rady Ministrów I stopnia za całokształt twórczości filmowej wspólnie z mężem Czesławem Petelskim
- 1979: Bilet powrotny Lublin (Międzynarodowe Forum Filmowe „Człowiek-Praca-Twórczość”) nagroda publiczności
- 1979: Gwiazdy poranne Nagroda Ministra Obrony Narodowej III stopnia
- 1980: Na własną prośbę Olsztyn (Festiwal Polskiej Twórczości Telewizyjnej) Nagroda „Gazety Olsztyńskiej” za walory społeczne filmu